# Liam Slock
Liam Slock, né le 18 septembre 2000 à Zeveneken, est un coureur cycliste belge. Il est membre de l'équipe Lotto-Dstny.

## Biographie
Liam Slock naît à Zeveneken, section de la commune de Lochristi en Région flamande. Dans sa jeunesse, il joue d'abord au football sous les couleurs du SK Lochristi (nl), avant de passer au cyclisme,. 
En 2018, il remporte le Tour de l'Eure et termine notamment sixième du championnat de Belgique chez les juniors (moins de 19 ans). Il rejoint ensuite le club flamand GM Recycling en 2019, avant d'intègrer la réserve de l'équipe World Tour Lotto-Soudal en 2021. Bon puncheur-grimpeur, il obtient son premier succès chez les espoirs au mois de juillet en s'imposant sur la course de côte Herbeumont.
En 2022, il se distingue au niveau interclubs en remportant le Grand Prix Color Code ainsi qu'une étape du Triptyque ardennais, qu'il termine à la deuxième place du classement général. Le coureur flamand réalise de bons résultats dans le calendrier UCI en gagnant le classement de la montagne sur le Tour de Normandie et au Circuit des Ardennes, où il se classe également deuxième d'une étape et neuvième du classement final. Il est cependant contraint de se retirer temporairement des compétitions au mois d'aout après avoir contracté la maladie de Lyme.
Ses bons résultats lui permettent néanmoins de passer professionnel en 2023 au sein de la formation Lotto-Dstny, qui l'engage pour une durée de deux ans.

## Palmarès
- 2018
  - Tour de l'Eure Juniors
- 2019
  - 3e du Grand Prix Alfred Garenne
- 2021
  - Course de côte Herbeumont
- 2022
  - 1re étape du Triptyque ardennais
  - Grand Prix Color Code
  - 2e du Triptyque ardennais
  - 3e du H4a Beloftenweekend
- 2023
  - 2e de l'Olympia's Tour

## Classements mondiaux
| Année                                 | 2021  | 2022  | 2023 | 2024 |
| ------------------------------------- | ----- | ----- | ---- | ---- |
| Classement mondial                    | 2957e | 1732e | 861e | 377e |
| UCI Europe Tour                       | 1902e | 1133e | nc   | nc   |
|                                       |       |       |      |      |
| Légende : nc = non classéSource : UCI |       |       |      |      |